# Espais Naturals del Delta del Llobregat
Els Espais Naturals del Delta del Llobregat són una xarxa d'espais protegits situat a la zona geogràfica del delta del Llobregat que pertanyen als municipis del Prat de Llobregat, Viladecans, Gavà i Sant Boi de Llobregat.
Els espais naturals acullen una gran diversitat biològica. Estan situats al costat de camps de conreu, envoltats d'algunes de les infraestructures més importants del país i molt a prop de les principals ciutats metropolitanes.
Contenen diferents ambients naturals: la part final del riu Llobregat, llacunes i aiguamolls, pinedes litorals sobre dunes i platges verges amb vegetació de rereduna, gairebé úniques a Catalunya.
Són uns espais molt importants per a la fauna, en especial per a les aus aquàtiques, pel fet de trobar-se enmig de la ruta migratòria dels ocells del nord d'Europa cap a l'Àfrica.
La gestió correspon al Consorci dels Espais Naturals del Delta del Llobregat.

## Zona d'Especial Protecció per a les Aus del Delta del Llobregat
A conseqüència de les obres d'ampliació del Port de Barcelona el 2004 la desembocadura del riu Llobregat va ser desviada 2,5 quilòmetres cap al sud en els 3,5 darrers quilòmetres del riu. En paral·lel, el 2009 s'inaugurà la nova Terminal de l'Aeroport del Prat (T1), de més de 500.000 m², amb la que es va augmentar la capacitat de l'aeroport fins als 55 milions de passatgers anuals. Entre les mesures compensatòries previstes en la Declaració d'Impacte Ambiental de les respectives obres estava l'ampliació de la Zona d'Especial Protecció per a les Aus (ZEPA) del Delta Del Llobregat.
El febrer de 2021 la Comissió Europea envià una carta a les autoritats ambientals competents sol·licitant la millora en la gestió, compensació de danys ambientals previs i ampliació dels espais protegits del Delta del Llobregat (específicament referida a la ZEPA). La carta fou motivada per una denúncia de la Lliga per a la Defensa del Patrimoni Natural (DEPANA) per l'incompliment dels compromisos de les administracions arran de l'ampliació de l'aeroport del Prat i el desviament del tram final del Llobregat per l'ampliació del Port de Barcelona.
Això provocà que el juny del 2022 la Generalitat de Catalunya anuncià la proposta d'ampliació de la ZEPA del delta del Llobregat, que en aquell moment era de 935 hectàrees. Tanmateix, el 5 d'octubre del 2023, el Parlament de Catalunya aprovà una moció instant l'executiu a aturar el projecte d'ampliació de l'espai. Finalment, el 23 de juliol de 2024 el govern aprovà ampliar la ZEPA en 1.472,07 ha, suposant una superfície protegida final de 2.407,12 ha.